# 豐森齧脂鯉
豐森齧脂鯉，為輻鰭魚綱脂鯉目脂鯉亞目脂鯉科齧脂鯉屬的其中一個種。分布於南美洲哥倫比亞Fonce河流域，體長可達8.3公分，棲息在底中層水域，生活習性不明。